# Socourt
Socourt is een gemeente in het Franse departement Vosges (regio Grand Est) en telt 214 inwoners (1999). De plaats maakt deel uit van het arrondissement Épinal.

## Geografie
De oppervlakte van Socourt bedraagt 3,9 km², de bevolkingsdichtheid is 54,9 inwoners per km².
De onderstaande kaart toont de ligging van Socourt met de belangrijkste infrastructuur en aangrenzende gemeenten.

## Demografie
Onderstaande figuur toont het verloop van het inwonertal (bron: INSEE-tellingen).